# Horní Police (poutní areál)
Poutní areál v obci Horní Police na Českolipsku v dnešní podobě pochází z 18. století, kdy proběhla přestavba římskokatolického kostela a jeho okolí v barokním slohu. Historie církevních staveb a celého poutního místa v centru obce jsou daleko starší. Areál je chráněn jako kulturní památka a v roce 2018 byl prohlášen za národní kulturní památku.

## Vznik poutního místa

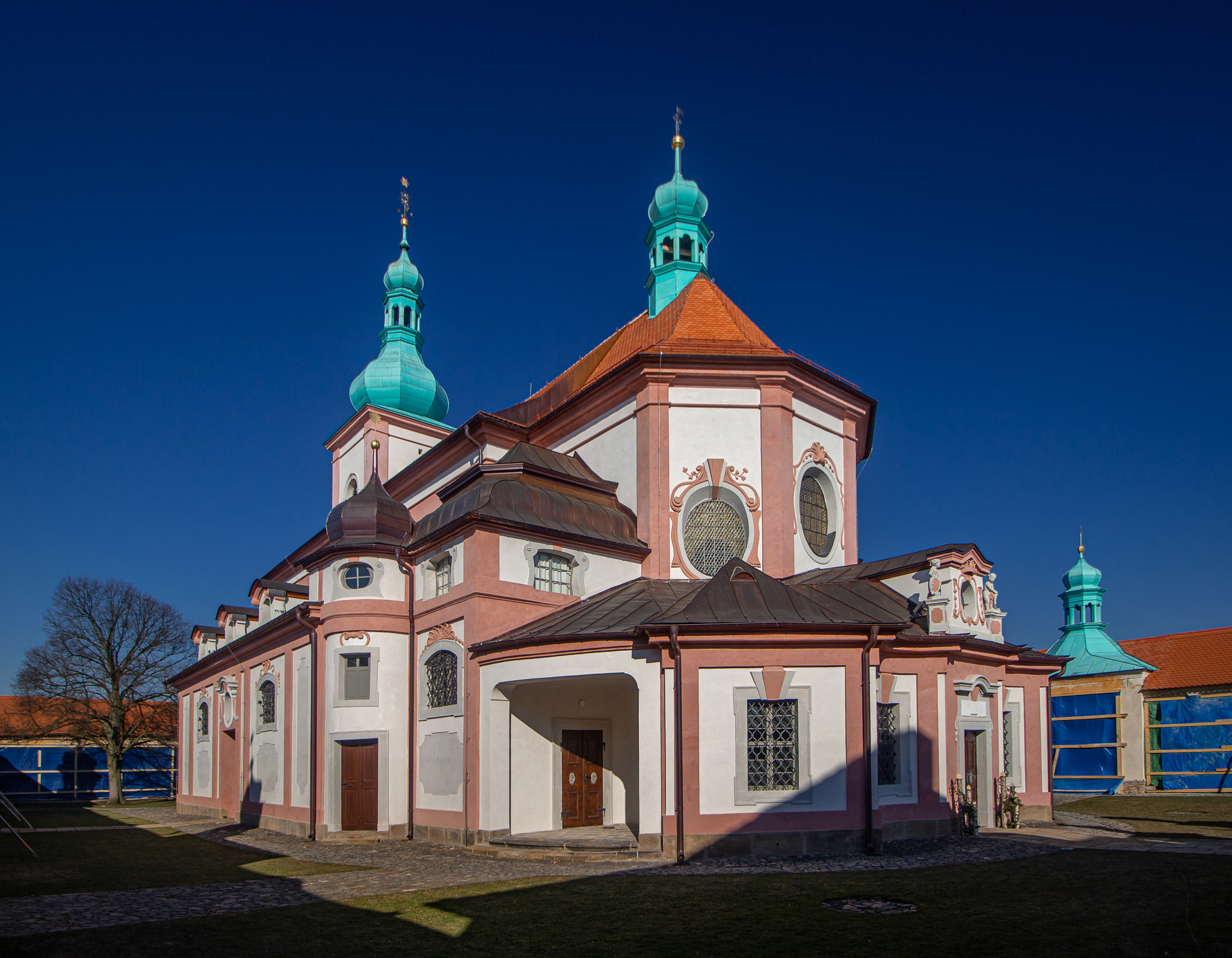
Kostel Navštívení Panny Marie. Vlevo je vidět část budova arciděkanství.

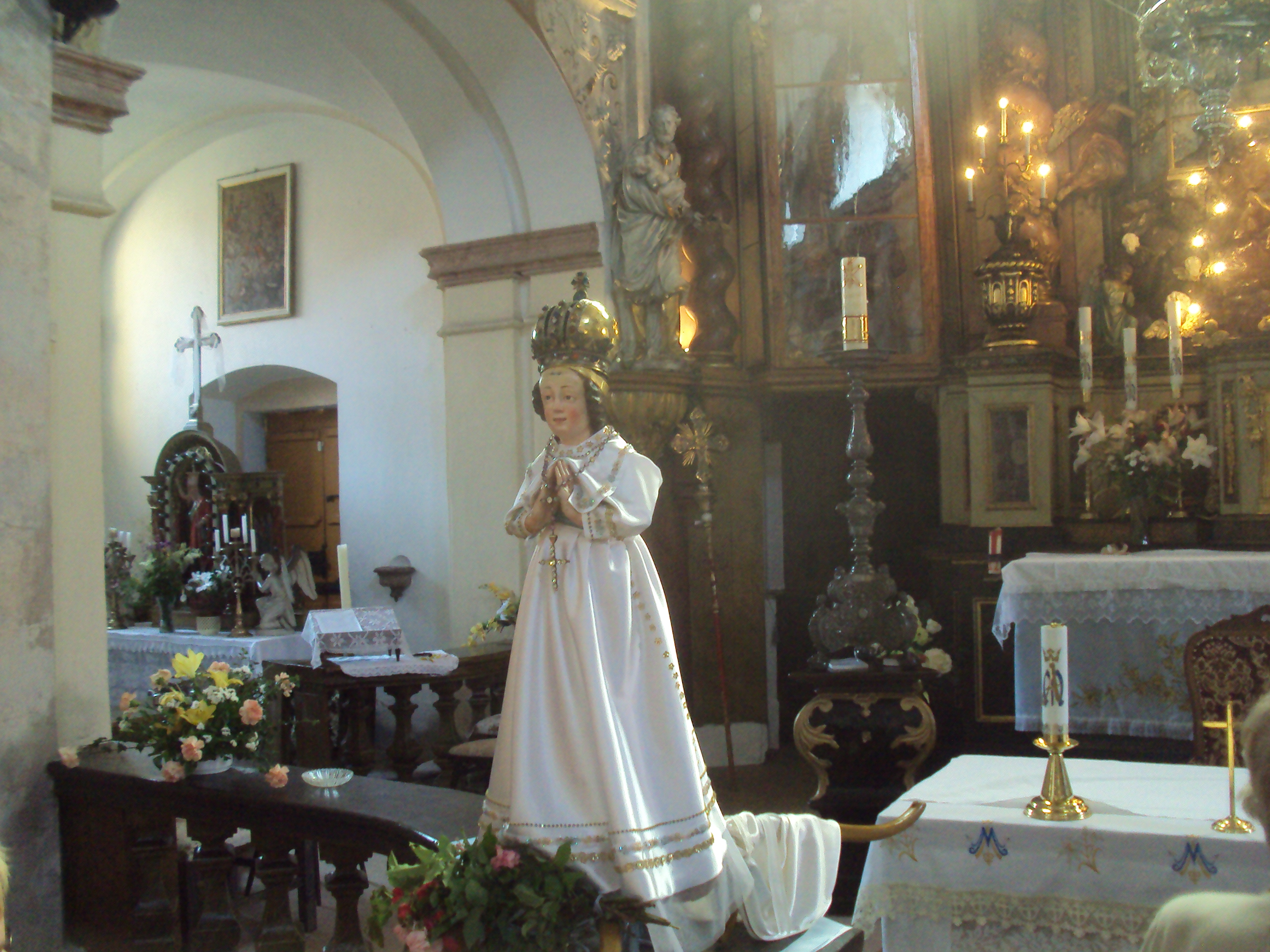
Soška Panny Marie hornopolické před oltářem (rok 2013)

Legenda vypráví, že v Horní Polici v roce 1523 vyvrhla řeka Ploučnice na břeh dřevěnou sošku Panny Marie, která se do toku dostala (možná) jako jedna z obětí luterského ikonoklasmu. Hornopoličtí pak tuto sošku odnesli do původního gotického farního kostela, jehož existence je doložena k roku 1291. K sošce vystavené na hlavním oltáři přicházeli poutníci z okolí a tím se datuje vznik a tradice poutí do Horní Police.

## Mater gravida

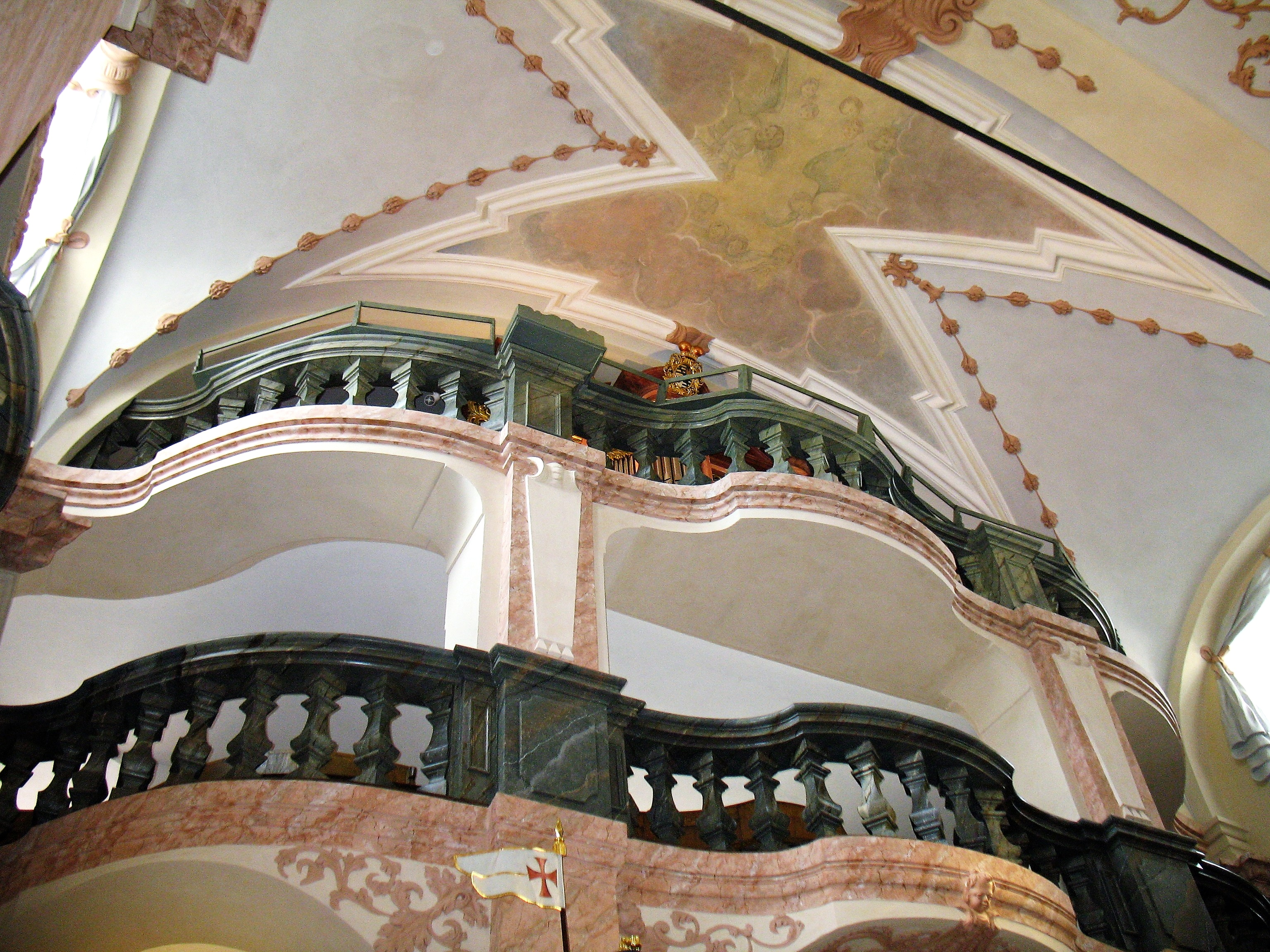
Kruchta v kostele Navštívení Panny Marie

„Mater gravida“ neboli „Těhotná Panna Maria“, či „Panna Maria v naději“ jsou názvy pro mariánskou sošku z Horní Police. Ta je vysoká 75 cm a je jí připisováno zhruba sto šedesát zázraků. Nejde o příliš zdařilé umělecké dílo a jeho autorem je nejspíše amatérský řezbář, který jí vyřezal neúměrně velké ruce. Je zpodobněna v pokročilé graviditě, tedy je to ojedinělá socha „těhotné Panny Marie“. Těhotenství však cudně skrývají šatičky, kterých existuje několik druhů; ty se pravidelně střídají podle svátků. Později bylo zhotoveno několik kopií sošky. Jedna z nich, ze 17. století, je nyní před budovou tamního arciděkanství, další na pomníčku z roku 1722 poblíž Ploučnice.

## Poutní areál

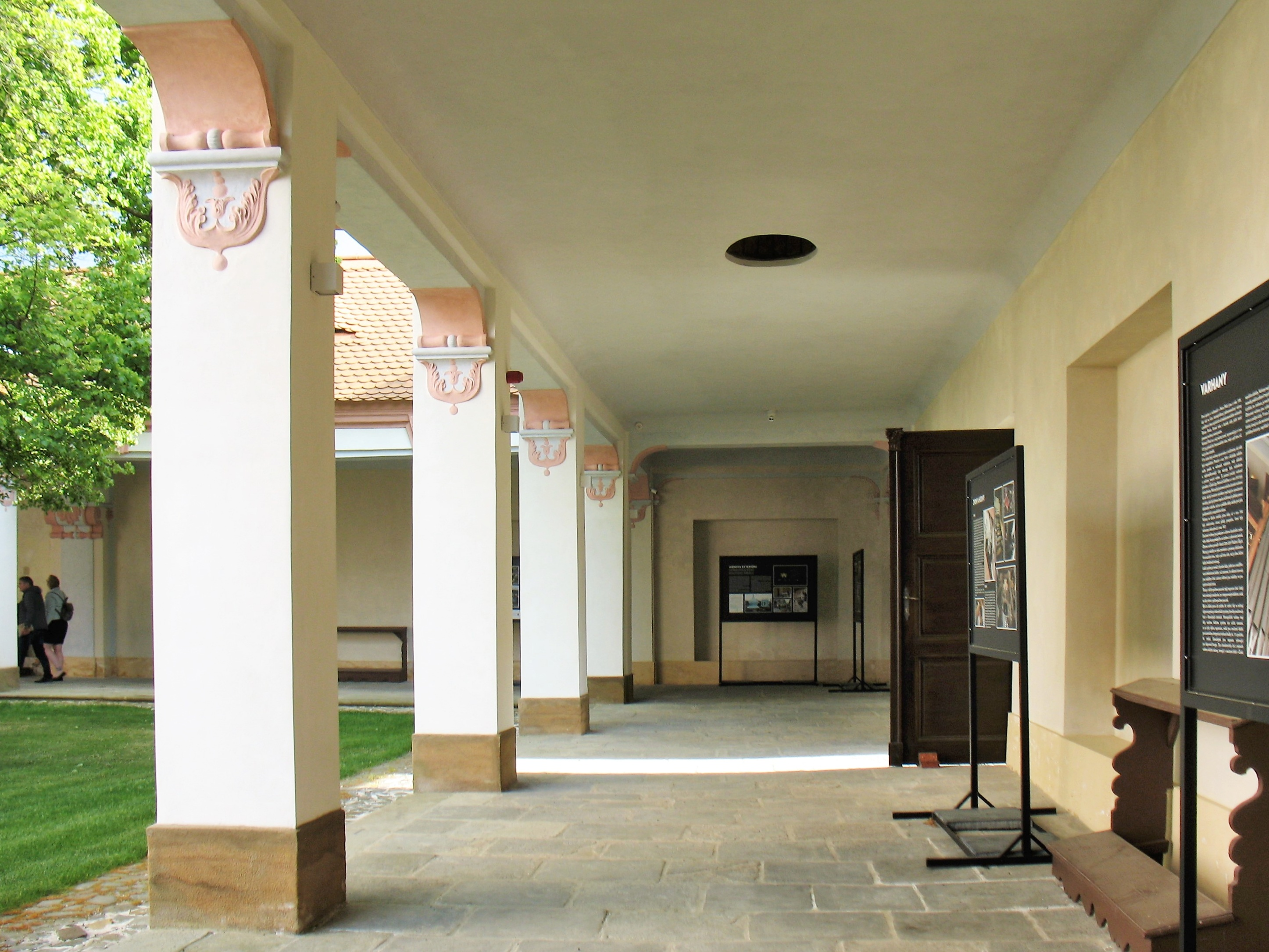
Výstavka v ambitu o rozsáhlé rekonstrukci poutního areálu

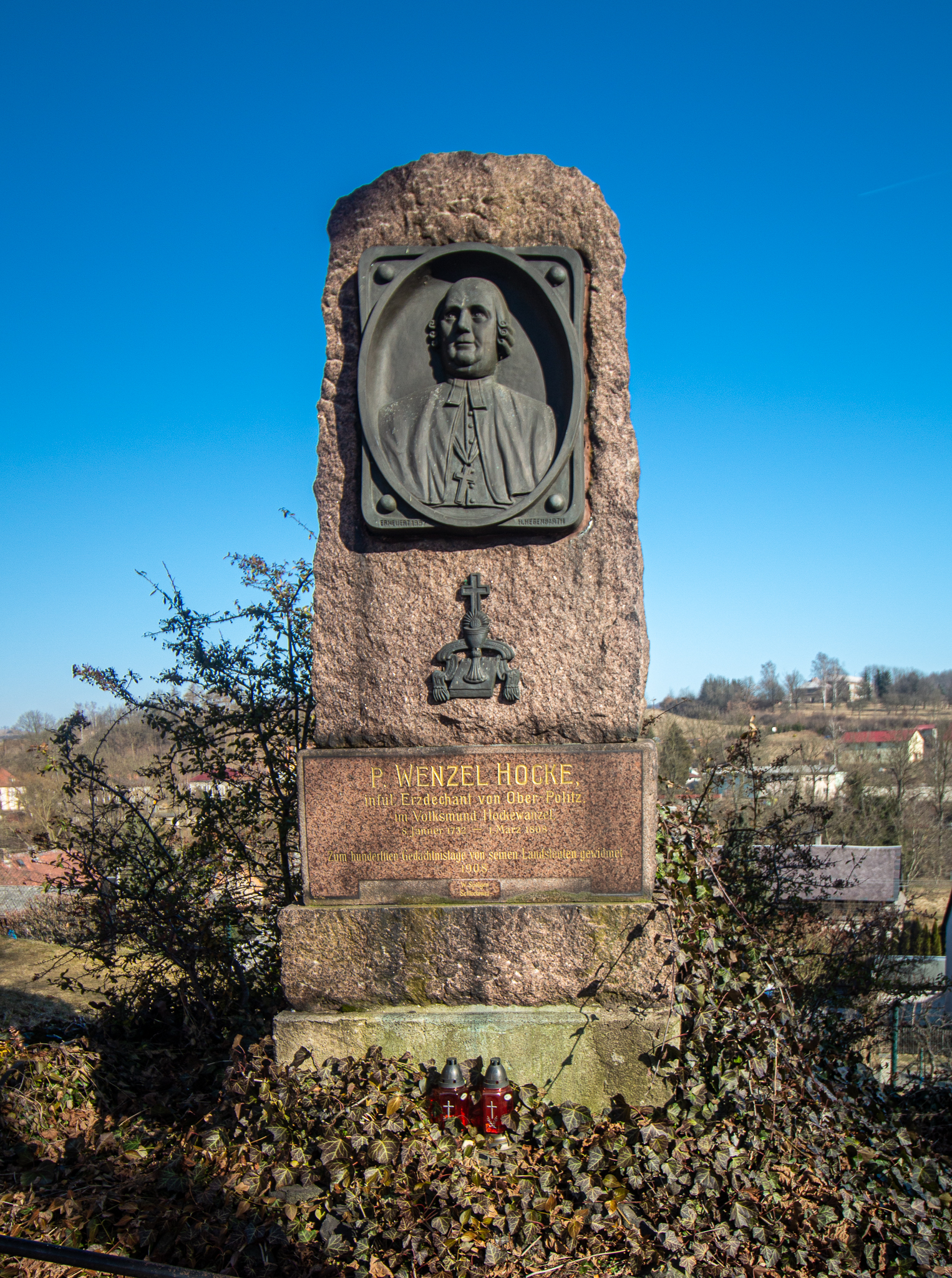
Pomník Wenzela Hockeho před vstupem do poutního areálu

Původně zde stával kostelík z doby Berků z Dubé, pro velký zájem věřících (poutě roku 1682 se zúčastnilo 4 000 osob) nedostačoval. Tehdejší farář Michael Gabriel Jantsch požádal o pomoc hejtmana panství Jana Jiřího Hentycha a společně se obrátili na saského vévodu Julia Františka, majitele zákupského panství, ke kterému Horní Police náležela, se žádostí o rozšíření kostela. Vévoda žádosti vyhověl. Původní malý kostelík dal zbořit a na jeho místě pak nechal vystavět nový, podstatně větší kostel. Sám se jeho dokončení nedočkal, neboť zemřel roku 1689, ale jeho zbožná dcera, toskánská velkovévodkyně Anna Marie Františka stavbu podpořila.
Barokní poutní areál, jak jej známe dnes, se začal stavět roku 1689 podle návrhu architekta Julia Broggia a dokončil jej až jeho syn, Octavio v roce 1723 z popudu již zmíněné vévodkyně. Skládá se z trojlodního kostela Navštívení Panny Marie s neobvyklou dispozicí sakristie (půdorys písmena U), trojkřídlého ambitu s kaplemi, hřbitova a trojkřídlé budovy fary s hospodářským příslušenstvím. V budově fary jsou v přízemí zachovány barokní klenby. Vévodkyně nechala v letech 1722 až 1725 přistavět dvě postranní lodi chrámu, před něj zvonici, ambity a faru.
V kostele se nalézá jedna zajímavost, která není mimo pohraničí moc vidět – dvojpodlažní kruchta.

Fara byla v roce 1723 povýšena na arciděkanství. Působili zde i čtyři kaplani. Do nového areálu dorazilo v roce 1724 na svátek Navštívení P. Marie kolem 35 000 poutníků a tento počet byl obvyklý i v letech dalších. Tehdejší oslavy, jejímž vyvrcholením byla třešňová pouť, trvaly až 8 dní. Konaly se podle starého liturgického kalendáře – od 2. července.
Dne 6. prosince 1736 papež Klement XII. udělil polickému arciděkanovi papežským breve právo používat pontifikálie „ad instar Abbatum”. Tímto privilegiem se hornopoličtí duchovní správcové stali infulovanými arciděkany. A dne 30. ledna 1737 pak papežský dekret zveřejnil v litoměřické diecézi užívání pontifikálií polickým arciděkanem.

### Rekonstrukce v 21. století
Kostel Navštívení panny Marie s celým poutním areálem prošel v letech 2019–2020 rozsáhlou rekonstrukcí, stavební povolení na tuto mimořádně náročnou akci bylo vydáno již v roce 2016. Další opravy pokračovaly v následujících letech.

## Duchovní správcové
V Horní Polici působil od roku 1779 jako arciděkan regionálně velice známý a oblíbený P. Wenzel Hocke, rodák z nedaleké vsi Jezvé, pověstný svou dobráckou povahou a na kněze poněkud netypickým humorem. Při vstupu do poutního areálu má Hocke, kterému místní obyvatelé přezdívali „Hockewanzel“, celkem nenápadný pomník. Pomník byl postaven v roce 1908 v místě, kde arciděkan 1. března 1808 podlehl cévní mozkové příhodě.
V roce 2014, po úmrtí Josefa Stejskala, zatím posledního arciděkana, byl administrátorem farnosti jmenován Stanislav Přibyl, který byl mezi roky 2009 až 2016 generálním vikářem litoměřického biskupství a poté působil jako generální sekretář České biskupské konference. V prosinci 2023 byl Stanislav Přibyl jmenován dvacátým prvním biskupem litoměřické diecéze. Svého úřadu se ujal 2. března 2024. Novým administrátorem hornopolické farnosti se poté stal Radek Jurnečka, který v úřadu generálního vikáře litoměřické diecéze vystřídal Martina Davídka.